# Адам Хороуиц
Адам Хороуиц (на английски: Adam Horowitz) (роден на 4 декември 1971 г.) е американски телевизионен сценарист и продуцент, най-добре познат с работата си по известните американски сериали „Изгубени“ и „Имало едно време“. Също така е работил по „Фелисити“ и „Самотно дърво на хълма“. Много от епизодите си написва заедно с Едуард Китсис.

## Награди
- 2005 г., Гилдията на сценаристите на Америка, Драматичен сериал – Телевизия, „Изгубени“ (ко-сценарист)